# Piazza Vittorio Emanuele II (Rom)

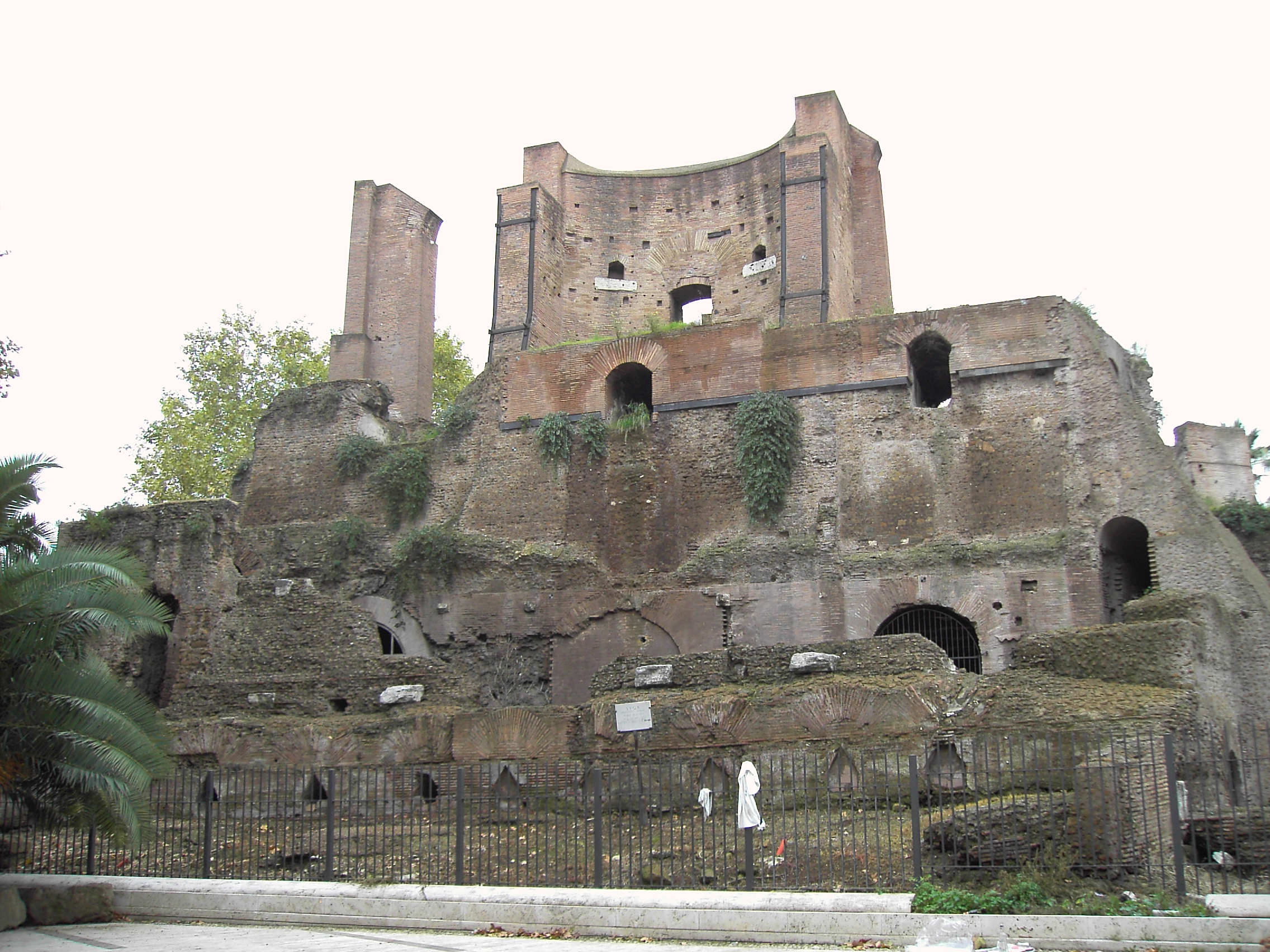
Reste einer monumentalen Brunnenanlage

Die Piazza Vittorio Emanuele II (umgangssprachlich: Piazza Vittorio) ist ein rechteckig angelegter parkähnlicher Platz im Stadtteil Esquilino der italienischen Hauptstadt Rom. Der Platz ist nach König Viktor Emanuel II. benannt. Die Abmessungen betragen 316 × 174 Meter. Damit ist die Piazza Vittorio Emanuele II der größte Platz Roms.

## Entstehung
Der Platz bzw. die diesen eingrenzenden Gebäude wurden zwischen 1882 und 1887, in der Epoche nach der Vereinigung Italiens (siehe Risorgimento) in der neuen Hauptstadt errichtet. Der verantwortliche Architekt war der Römer Gaetano Koch. Der Platz ist von imposanten Stadtpalästen mit Arkaden umgeben. Diese orientieren sich stilistisch an Renaissance-Palästen wie dem Palazzo Farnese. Die Bebauung ist typisch für den Stil der Ära König Umberto I. (umbertische Ära).
Der Baugrund war vorher von der Stadt Rom erworben worden. Im Zuge der Erdarbeiten wurden umfangreiche Funde menschlicher Knochen getätigt, Überbleibsel des antiken Römischen Esquillinischen Friedhofs, auf dem Sklaven und verurteilte Verbrecher begraben worden waren.

## Archäologische Monumente
Im nordwestlichen Teil des Platzes befindet sich das Ninfeo di Alessandro (Nymphaeum divi Alexandri), auch bekannt als Trofei di Mario. Es handelt sich um eine monumentale antike Brunnenanlage. Hier endete einer von elf Aquädukten.
Ebenfalls auf der Piazza Vittorio befindet sich die sogenannte Porta Magica oder Porta Alchemica. Es handelt sich um Reste eines im 17. Jahrhundert errichteten Portals der Residenz des Alchemisten Massimiliano Palombara.

## Der ehemalige Markt auf der Piazza Vittorio
Auf der Piazza Vittorio befand sich ein großer Viktualienmarkt mit offenen Marktständen, der sowohl von Römern wie auch Touristen frequentiert wurde. Der Markt, dessen Ursprünge bis ins 19. Jahrhundert zurückreichten, wurde um die Jahrtausendwende zugunsten des Nuovo mercato Esquilino aufgegeben.

## Galerie

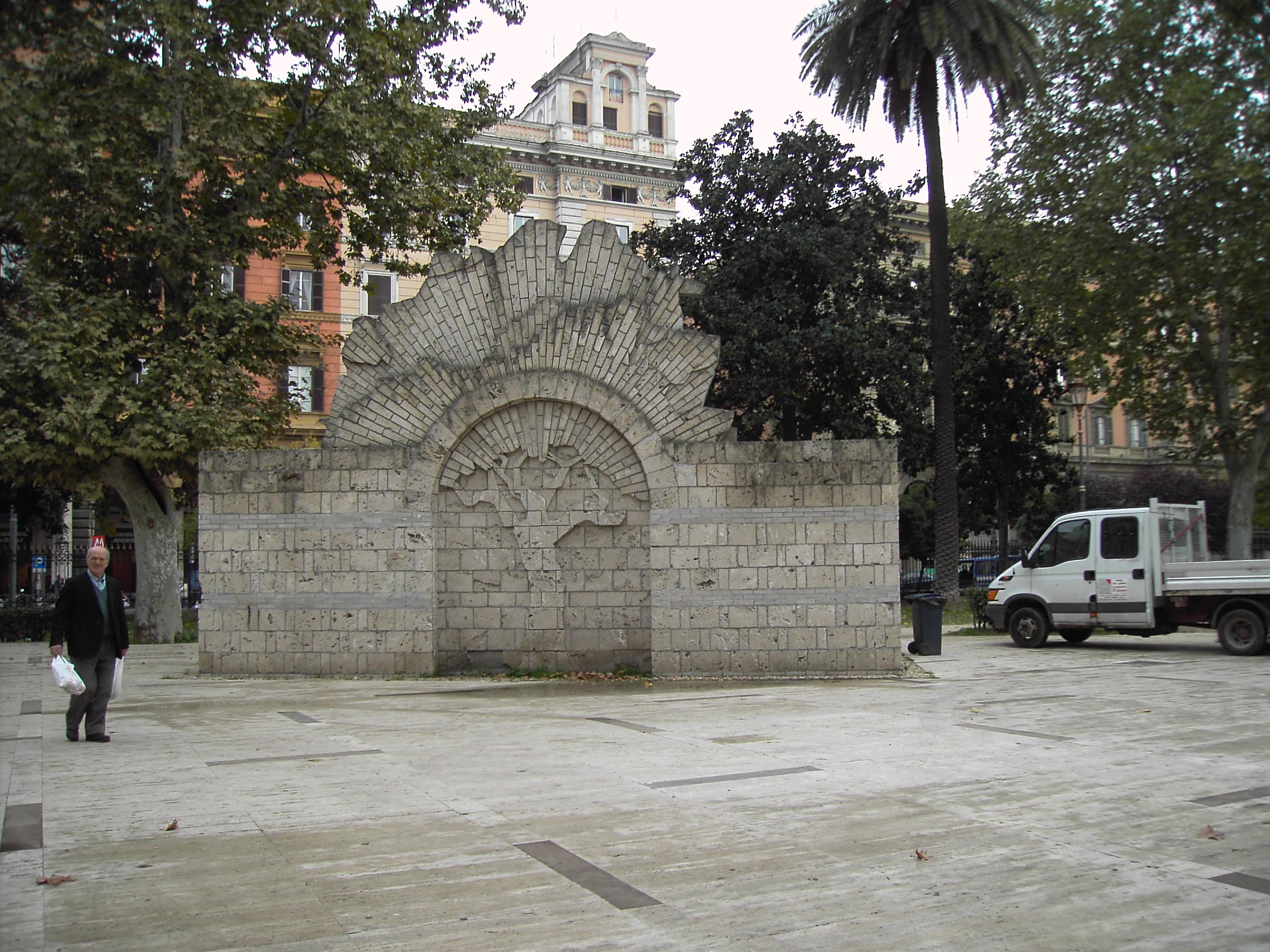
Moderne Anlagen
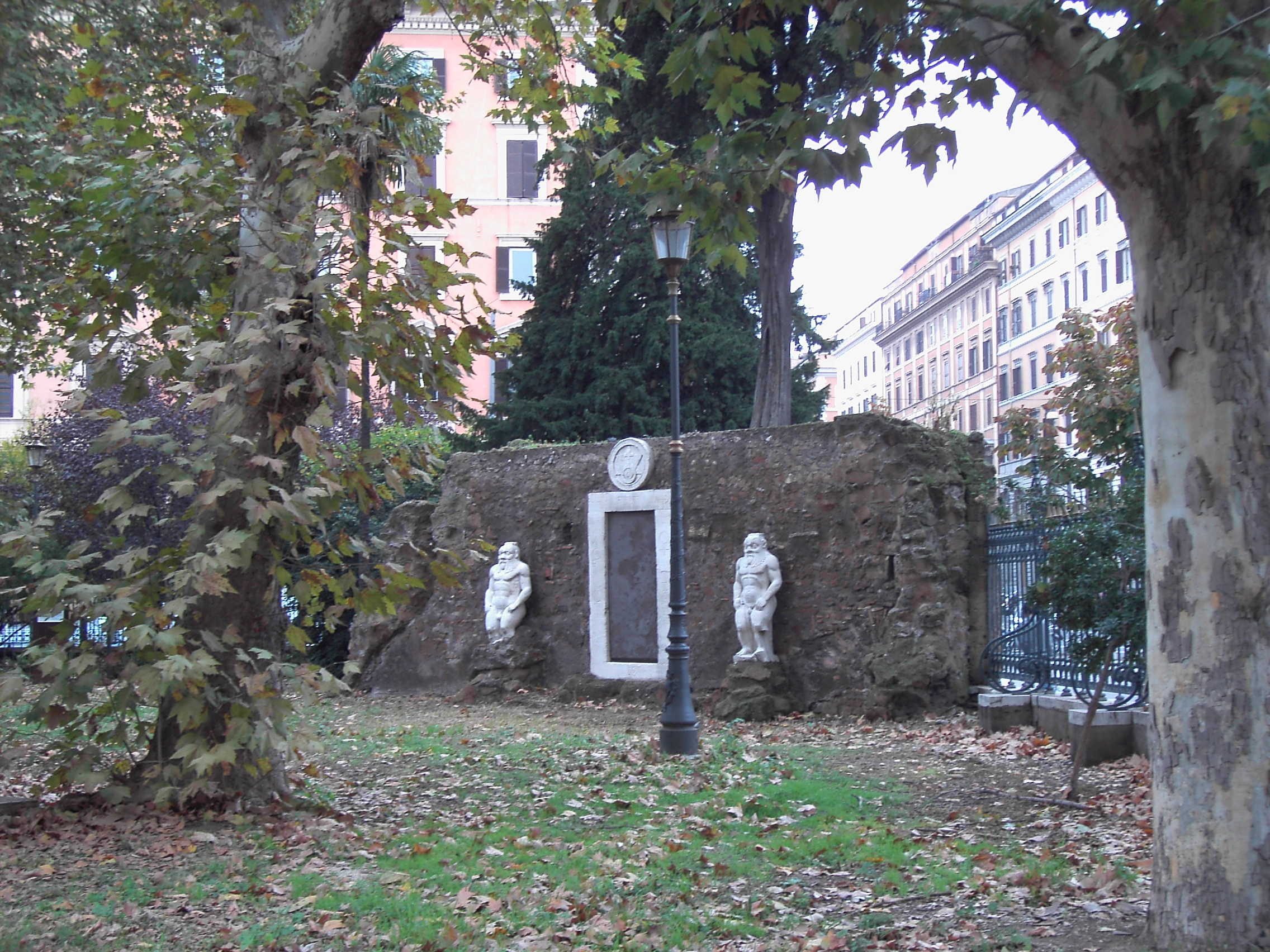
Porta Magica
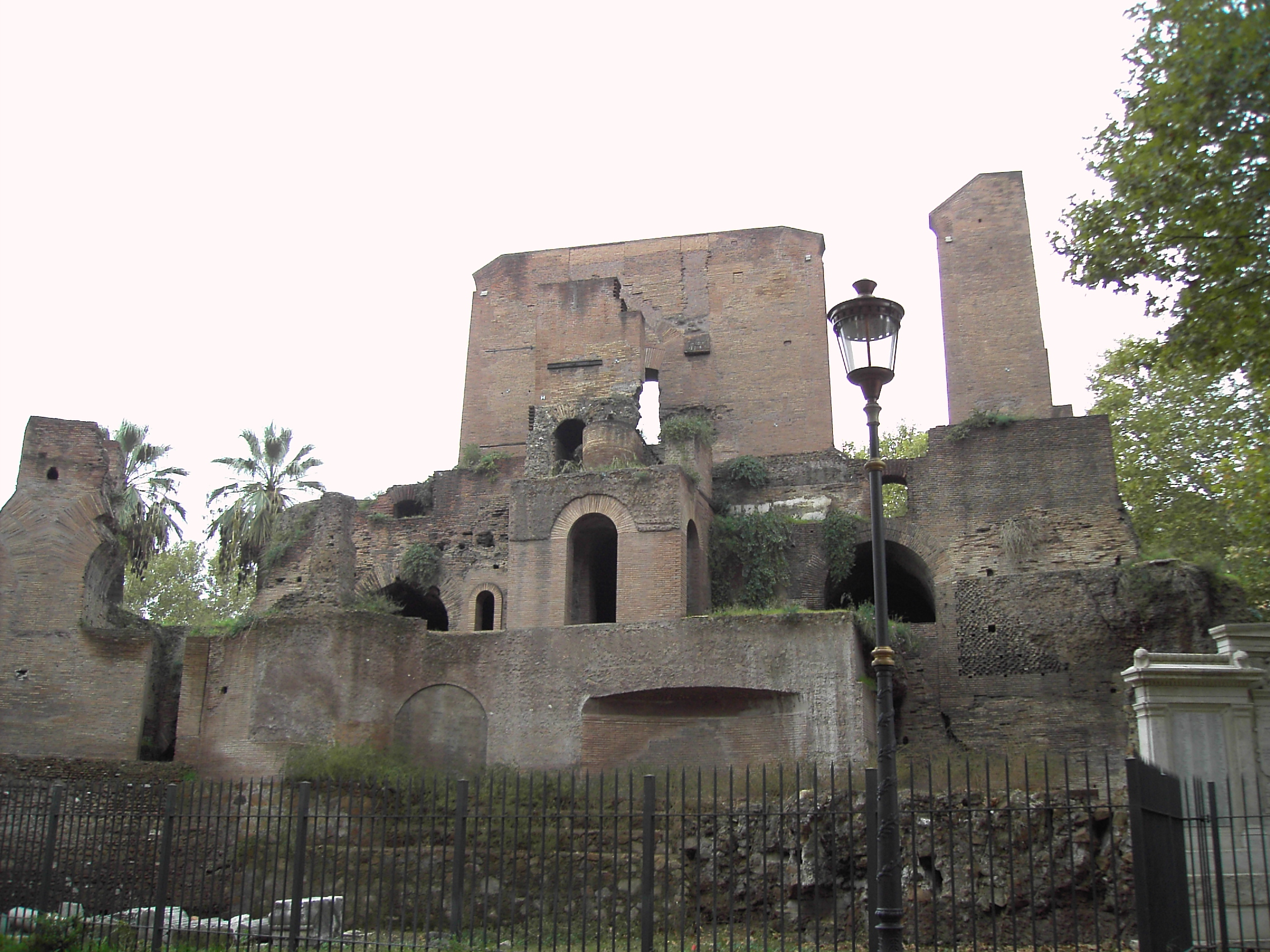
Reste des monumentalen Springbrunnens